# Bundesgerichtshof

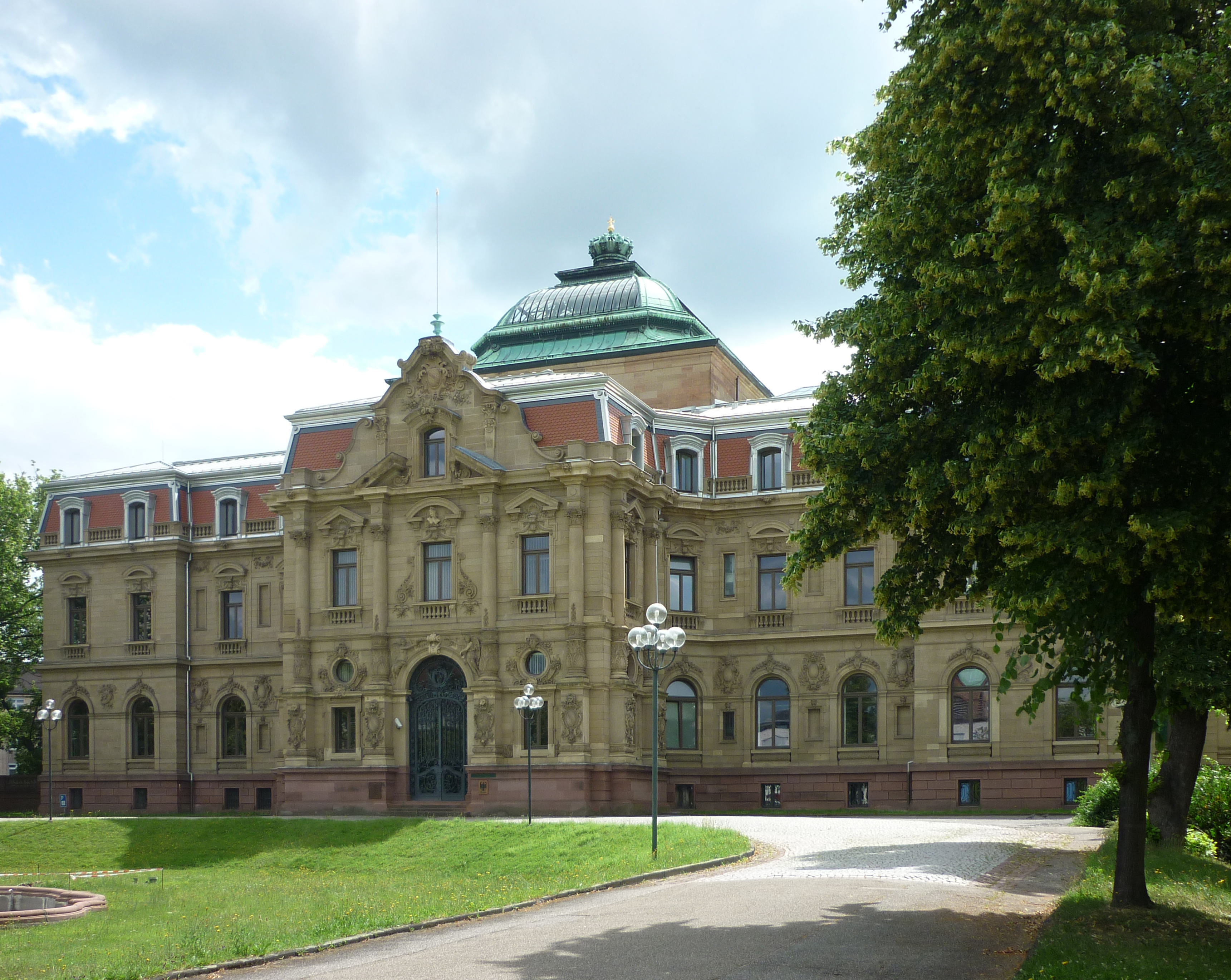
Het gebouw van het Bundesgerichtshof

Het Bundesgerichtshof is de hoogste instantie van de gewone rechtspraak van de Bondsrepubliek Duitsland. Het hof is sinds zijn oprichting in 1950 gevestigd in Karlsruhe.
Tegen een uitspraak van het Bundesgerichtshof is in Duitsland geen bezwaar meer mogelijk, tenzij het om grondwettelijke rechten gaat. In dat geval is een beroep mogelijk bij het Bundesverfassungsgericht. De meeste zaken die het Bundesgerichtshof behandelt betreffen een revisie van uitspraken van een Oberlandesgericht van een deelstaat.
Het Bundesgerichtshof werd op 1 oktober 1950 opgericht en is gevestigd in het oude groothertogelijk paleis dat gebouwd was voor Frederik II van Baden. Sinds de Duitse hereniging is de vijfde strafsenaat van het Bundesgerichtshof gevestigd in Leipzig, waar vroeger het Reichsgericht van het Duitse Rijk gevestigd was.

## Kamers
Het Hof is voor civiele zaken verdeeld in 12 kamers naar onderwerp. Zo zijn er kamers voor Familierecht, Erfrecht en Rechtspersonenrecht. De 5 strafkamers zijn territoriaal verdeeld. Iedere strafkamer is bevoegd voor cassatie tegen uitspraken van een aantal Oberlandesgerichten. 
Naast de civiele en strafkamers zijn er gespecialiseerde kamers voor onder meer tuchtzaken tegen notarissen en advocaten.